# Défense d'afficher
Défense d'afficher (en español: prohibido fijar carteles) es una película muda francesa dirigida por Georges Méliès, estrenada en 1896.
Esta película, que fue considerada como perdida durante mucho tiempo, fue redescubierta en 2004 por un equipo de la CNC y de Ciné-Archives. Puede encontrarse en internet.

## Sinopsis
Un centinela, que supuestamente vigila una pared donde está prohibido publicar, es engañado por pegadores de carteles. Él es, finalmente, reprendido por su superior.